# Видлисбах
Видлисбах (нем. Wiedlisbach) — коммуна в Швейцарии, в кантоне Берн. 
Входит в состав округа Ванген. Население составляет 2193 человека (на 31 декабря 2006 года). Официальный код — 0995.